# Raoul Bachmann

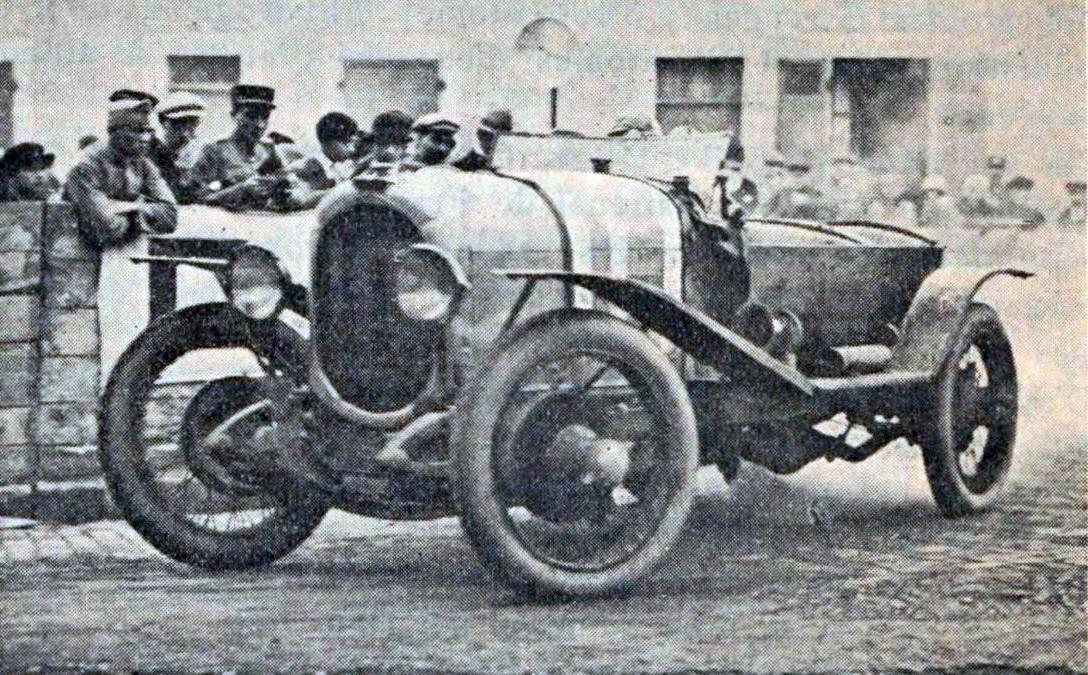
Der Chenard & Walcker Sport von Christian Dauvergne und Raoul Bachmann beim 24-Stunden-Rennen von Le Mans 1923

Raoul Edouard Bachmann (* 22. November 1884 in Remiremont; † 11. Dezember 1934 in Nancy) war ein französischer Autorennfahrer.

## Karriere
Raoul Bachmann war in den 1920er-Jahren Werksfahrer beim französischen Automobilhersteller Chenard & Walcker und gehörte 1923 zu den Piloten die beim Eröffnungsrennen der 24 Stunden von Le Mans am Start waren. Als Partner von Christian Dauvergne beendete der das Rennen als Zweiter der Gesamtwertung. Ein Jahr später kam er wieder nach Le Mans, diesmal bildete er ein Fahrerduo mit seinem Bruder Fernand. Im Gegensatz zum Vorjahr endete das Rennen 1924 für Bachmann vorzeitig; Unfall in der sechsten Runde.

## Statistik

### Le-Mans-Ergebnisse
| Jahr | Team              | Fahrzeug                          | Teamkollege         | Platzierung | Ausfallsgrund |
| ---- | ----------------- | --------------------------------- | ------------------- | ----------- | ------------- |
| 1923 | Chenard & Walcker | Chenard & Walcker Sport           | Christian Dauvergne | Rang 2      |               |
| 1924 | Chenard & Walcker | Chenard-Walcker Type U 15CV Sport | Fernand Bachmann    | Ausfall     | Unfall        |